# 日本橋弁松総本店
日本橋弁松総本店（にほんばしべんまつそうほんてん）は、東京都中央区日本橋室町一丁目にある惣菜と折詰料理の店舗である。
「現存する日本で最古の弁当屋」と言われている。

## 概要
1810年（文化7年）、越後出身の初代樋口与一が、日本橋の魚河岸商人のための、「樋口屋」という食事処を開いたのが始まり。魚河岸では繁盛したが、忙しい魚河岸の商人ゆえ食事を食べ残すことがあった。そこで、残した料理を経木や竹の皮に包んであげたところ、これが好評となり持ち帰る商人が増えた。これが、弁松の折詰弁当の始まりである。二代目竹次郎は竹皮で包んだ弁当を販売し、三代目松次郎は食事処から折詰料理専門店に変えた。店は弁当販売が主流となり、「弁当屋の松次郎」略して「弁松」と呼ばれた。1850年（嘉永3年）、3代目樋口松次郎は、食事処を店じまいし折詰料理専門店「弁松」を創業。1948年（昭和23年）、「有限会社 日本橋弁松総本店」を設立、折詰弁当製造販売を始めた。
「弁松」には、徳川御三家の家令が人力車に乗って来たり、日本橋から埼玉まで大八車で弁当を届けた記録もある。以来、江戸日本橋で弁当を作り続け、老舗が多い日本橋で江戸の味の文化を伝えている 。

## 営業情報
日本橋弁松総本店
東京都中央区日本橋室町一丁目10番7号
定休日 - 無休、但し年始は休日
営業時間 - 月曜-金曜日 午前9時30分 - 午後3時、土曜・日曜日・祝日 午前9時30分 - 午後0時30分
駐車場 - 無し

## 交通アクセス
- 東京メトロ銀座線・半蔵門線 - 三越前駅より徒歩3分
- 東京メトロ東西線 - 日本橋駅より徒歩6分

## ギャラリー

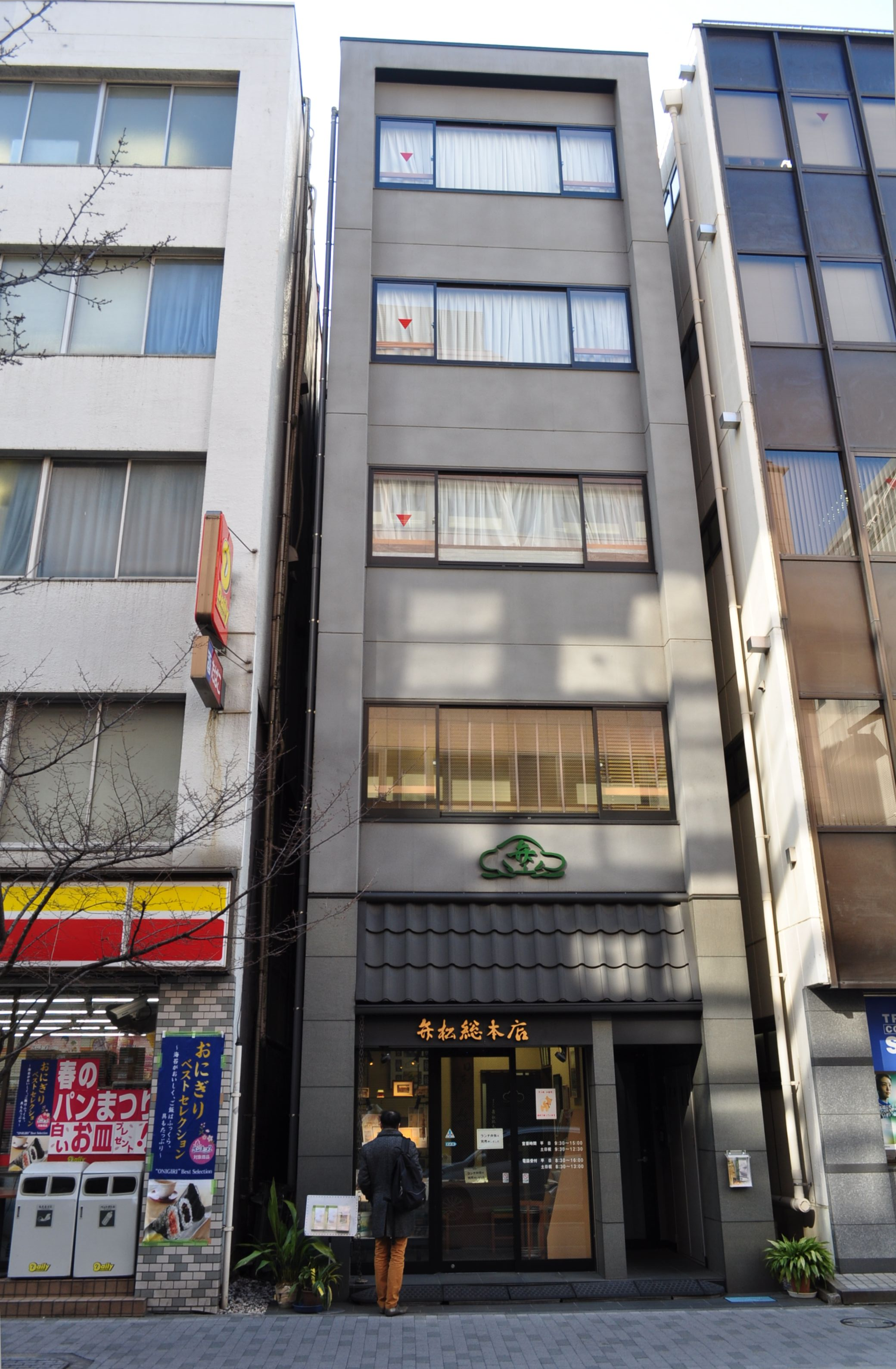
外観全景（2018年2月6日撮影）
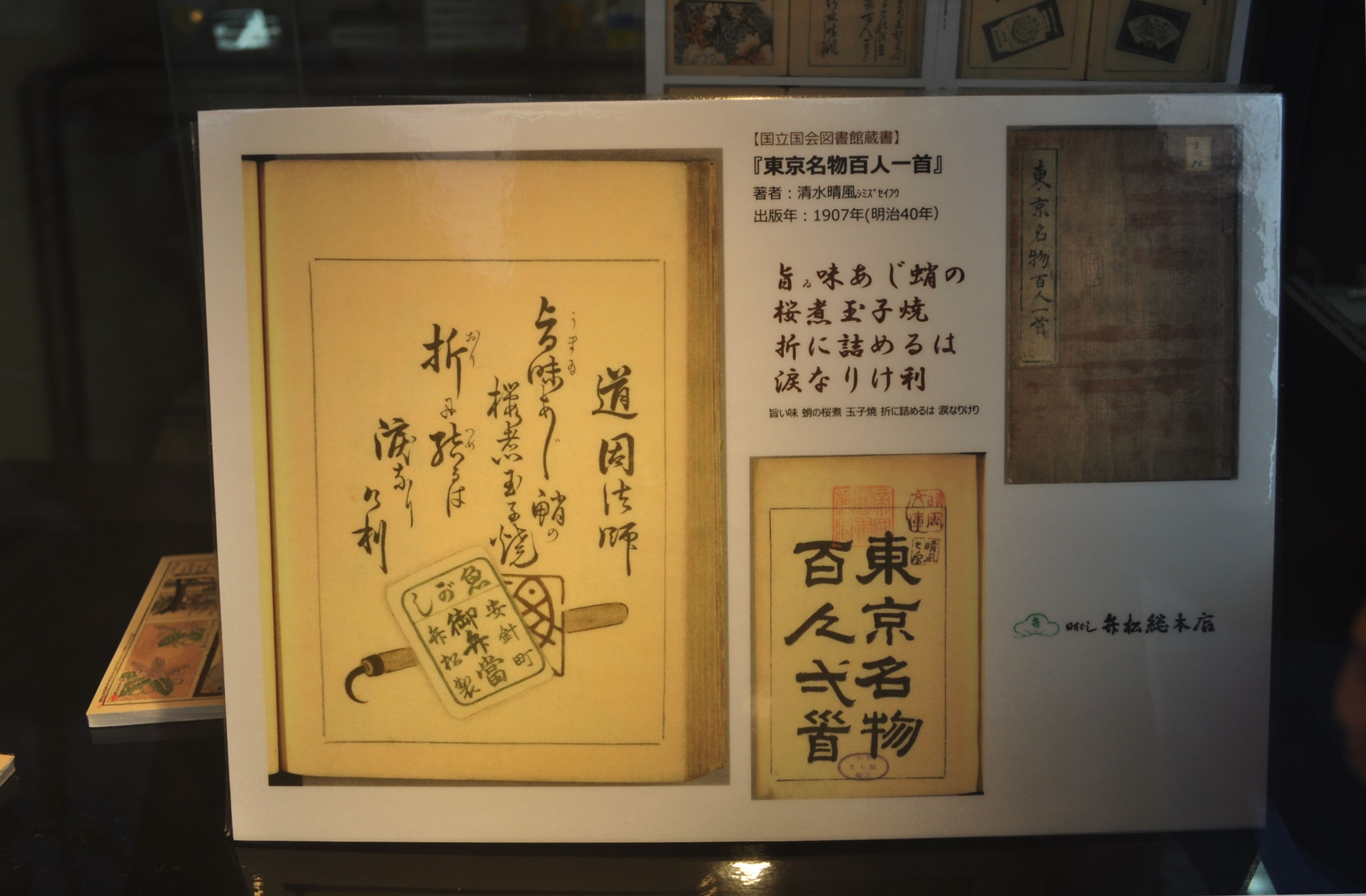
清水春風著『東京名物百人一首』「弁松の弁当」（2018年2月6日撮影）
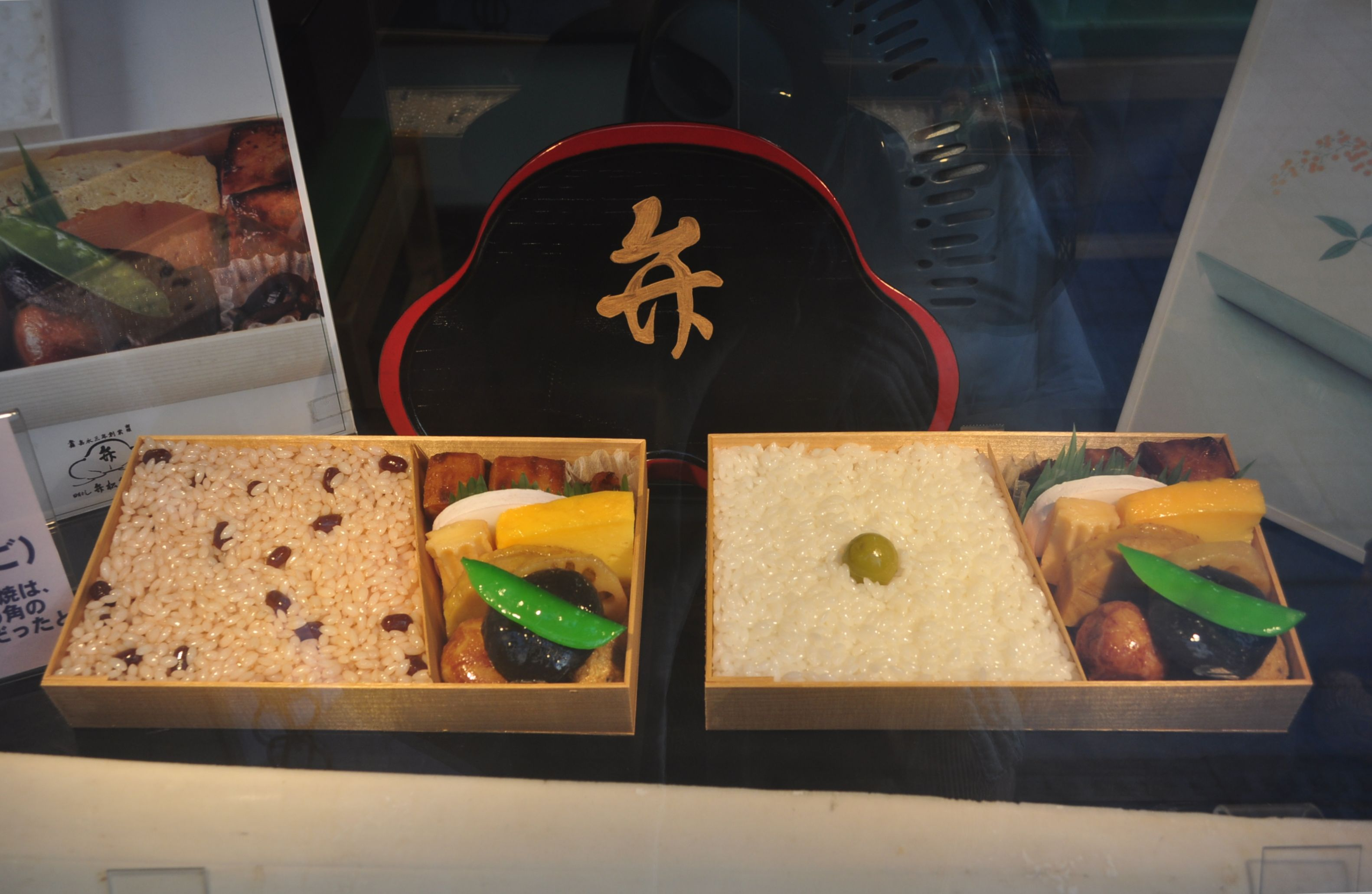
左から「赤詰」「白詰」の弁当（2018年2月6日撮影）